# Louis Melsens

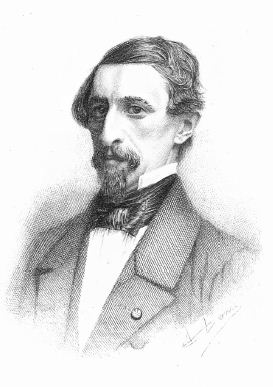

Louis Henri Frederic Melsens (Leuven, 11 juli 1814 – Brussel, 20 april 1886) was een Belgisch natuurkundige en scheikundige. Hij was van 1846 tot 1882 als hoogleraar scheikunde verbonden aan de Veeartsenijschool van Brussel in Kuregem.

## Biografie
Melsens had als student aan de universiteit van Leuven nog les gekregen van Jean-Baptiste Van Mons, met als medestudenten Jean Servais Stas en Laurent-Guillaume de Koninck. Van 1837 tot 1840 vervolmaakte Melsens zich aan de Sorbonne en de École de Médecine van Parijs. Hij doctoreerde bij Justus von Liebig aan de universiteit van Gießen.
Als student actief in het labo van Jean-Baptiste Dumas kon hij in 1843 de omgekeerde reactie creëren door de drie chlooratomen van trichloorazijnzuur terug te substitueren door drie waterstofatomen, waarmee men terug bij azijnzuur uitkwam. Het leverde fundamentele inzichten in de substitutie op en ontkrachtte de dualistische theorie die voorheen voor organische moleculen werd gehanteerd. Hij is ook de uitvinder van joodtinctuur, een ontsmettingsmiddel op basis van jodium. Tevens werd zijn onderzoek naar het gebruik van kaliumjodide bij kwik- en loodvergiftigingen internationaal bekend. Tot slot ontwikkelde hij de methode van Melsens, een extractieprocedure bij de suikerwinning.
Tevens onderzocht hij in de natuurkunde de principes van de Kooi van Faraday bij het ontwerp van bliksemafleiders. Zijn bevindingen zorgden voor revolutionaire verbeteringen van deze bliksemafleiders in vergelijking met de initiële ontwerpen van Benjamin Franklin.
Louis Melsens had een zwakke gezondheid. Hij overleed op 71-jarige leeftijd en werd begraven op het kerkhof van Evere.

## Trivia
- De Louis Melsensstraat in Leuven en de Melsensstraat in Brussel, waar het partijhoofdkwartier van de Open Vlaamse Liberalen en Democraten gevestigd is, zijn naar hem genoemd.

- Biblioteca Nacional de España: XX1585042
- Bibliothèque nationale de France: cb12559983h (data)
- Gemeinsame Normdatei: 117560820
- International Standard Name Identifier: 0000 0000 7834 4605
- Library of Congress Control Number: no2010085993
- Nationale Bibliotheek van Tsjechië: av20241220355
- Nederlandse Thesaurus van Auteursnamen: 188037918
- Réseau des bibliothèques de Suisse occidentale: 02-A018082670
- Système universitaire de documentation: 118917285
- Virtual International Authority File: 12422776
- WorldCat: E39PBJf8qyVH7C4tbwcCfjcF8C